# Antoni Egea i Codina
Antoni Egea Codina (Girona, 1957) és un historiador.

## Obra[2]
- 700 anys de l'Hospital de Figueres. Joel Colomer Casamitjana ... [et al.]. Figueres: Fundació Salut Empordà, DL 2013. ISBN 9788480671286.